# René Louis de Voyer de Paulmy, marquês d'Argenson
René Louis de Voyer de Paulmy, 2.º marquês d'Argenson (Paris, 18 de outubro de 1694 — castelo de Segrez, 26 de janeiro de 1757) foi um estadista e escritor francês. Foi Secretário de Estado para Assuntos Externos de Luís XV de 1744 a 1747, mas é especialmente conhecido por suas obras literárias e históricas, especialmente suas Mémoires e seu Journal.

## Biografia
Filho mais velho de Marc-René de Voyer de Paulmy, o 1.º marquês d'Argenson, e irmão de Marc-Pierre de Voyer de Paulmy, conde d'Argenson. Seu filho Antoine-René atuou como Ministro da Guerra e foi um notável bibliófilo.
Estudou Direito, e ocupou sucessivamente os cargos de conselheiro do parlamento (1716), maître des requêtes (1718), conselheiro de Estado (1719), e intendente de polícia, justiça e finanças em Hainaut. Durante os cinco anos que durou o seu último cargo esteve ocupado principalmente com o provisionamento das tropas, que estavam sofrendo com a confusão econômica resultante do sistema de leis. Retornou à corte em 1724 para exercer suas funções como conselheiro de Estado. Naquela época, tinha a reputação de ser um homem consciencioso, mas pouco adaptado às intrigas, e foi apelidado de "la bête".
Entrou em contato com os filósofos, e foi conquistado pelas ideias de reforma. Era amigo de Voltaire, que tinha sido seu colega de classe nos tempos do colégio jesuíta Louis-le-Grand, e frequentou o Club de l'Entresol, a história do qual escreveu em suas memórias. Foi então que preparou suas Considérations sur le gouvernement de la France (1764), que foi publicado postumamente por seu filho. Foi também amigo e conselheiro do ministro Germain Louis Chauvelin. Em maio de 1744 foi nomeado membro do Conselho de Finanças, e em novembro do mesmo ano, o rei o escolheu como Secretário de Estado para Assuntos Externos, e seu irmão, o conde d'Argenson, como Secretário de Estado para a Guerra. A França estava naquele tempo envolvida na Guerra de Sucessão Austríaca (1740-1748), e o governo foi colocado, por Luís XV, praticamente nas mãos dos dois irmãos.
O marquês d'Argenson se esforçou para reformar o sistema de relações internacionais. Sonhava com uma "República europeia", e desejou estabelecer arbitramentos entre as nações, aplicando as ideias de seu amigo, o abade de Saint-Pierre. Mas não recebeu apoio na aplicação de qualquer parte de seus projetos. Os generais se opuseram às suas instruções; seus colegas puseram a culpa nele; as intrigas dos cortesãos não foram percebidas por ele; enquanto que a diplomacia secreta do rei neutralizava suas iniciativas. O marquês d'Argenson acertou o casamento do delfim com a filha de Augusto III, rei da Polônia, mas foi incapaz de impedir a eleição do Grão-duque da Toscana, como imperador do Sacro Império Romano-Germânico em 1745.
Em 10 de janeiro de 1747, o rei agradeceu-lhe por seus serviços prestados e o dispensou. Ele, então, se retirou para a vida privada, evitou frequentar a corte, se associou a Voltaire, Condillac e d'Alembert, e passou seus anos de declínio trabalhando na Académie des Inscriptions et Belles-Lettres, da qual foi nomeado presidente pelo rei em 1747, e revisou suas Mémoires. Voltaire, em uma de suas cartas, declarou que o marquês d'Argenson foi "o melhor cidadão que o ministério já havia experimentado". Ele morreu em 26 de janeiro de 1757.

## Obras
Deixou um grande número de obras manuscritas, das quais seu filho, Antoine-René (1722-1787), conhecido por marquês de Paulmy, publicou as Considérations sur le gouvernement de la France (Amsterdã, 1764) e Essais dans le goût de ceux de Montaigne (Amsterdã, 1785). Esta última, que contém muitas notas biográficas úteis e retratos de seus contemporâneos, foi republicada em 1787 como o título de Loisirs d’un ministre d’État.
A obra mais importante d'Argenson, porém, são as Mémoires du marquis d'Argenson et son Journal inédit, abrangendo, em grandes detalhes, os anos de 1725 até 1756, com uma parte introdutória trazendo suas lembranças desde o ano de 1696. Elas são, como elas foram feitas para ser, "materiais valiosos da história de seu tempo". Há duas edições importantes, a primeira, com algumas cartas, não publicadas em outros locais, pelo marquês d'Argenson, seu bisneto-sobrinho (5 volumes, Paris, 1857); a segunda, mais correta, porém, menos completa, publicada por J. B. Rathery, para a Société de l'histoire de France (9 volumes, Paris, 1859).
As outras obras do marquês d'Argenson, em manuscritos, foram destruídas no incêndio da biblioteca do Louvre, em 1871. As obras de d'Argenson foram citadas por Jean-Jacques Rousseau em seu trabalho Do Contrato Social.